# ژان سیمونو
ژان سیمونو (به فرانسوی: Jean Simoneau) نویسنده قرن بیستم میلادی اهل فرانسه است.